# Этекс, Антуан
Антуа́н Эте́кс (фр. Antoine Étex; 20 марта 1808, Париж — 14 июля 1888, Шавиль) — французский скульптор, живописец и гравёр, архитектор, автор публичных лекций по истории искусства и художественный критик. Старший брат Луи-Жюля Этекса (1810—1889).

## Биография
Первые познания в рисовании и лепке получил от отца, учился скульптуре у Дюпати и Прадье, живописи у Энгра и архитектуре у Дюбана.
В 1828 году за скульптурное произведение «Гиацинт, убитый Аполлоном», получил вторую медаль и денежный пенсион, давший ему возможность работать в течение двух лет во Французской академии в Риме и посетить Алжир, Корсику, Испанию, Германию и Англию. В 1833 году скульптор представил в Парижском салоне колоссальную группу «Проклятие Каина», которая произвела сильное впечатление на публику и доставила ему первую медаль и последующий заказ двух групп для Триумфальной арки на площади Звезды в Париже: «Сопротивление французов союзникам в 1814 году» и «Мир 1815 г.», которые вскоре после того и были им исполнены. Одновременно с этими группами и вслед за ними Этекс произвел ряд монументальных статуй и идеальных фигур, включая надгробный памятник Жерико и памятник Вобана с аллегорическими фигурами Науки и Войны в церкви Дома инвалидов.
Антуан Этекс скончался в Шавиле и был похоронен на кладбище Монпарнас.

## Творчество

### Скульптура
- статуи
  - Леды,
  - Олимпии,
  - композитора Россини (находится в театре Парижской оперы),
  - Бланки Кастильской,
  - группа «Геро и Леандр» (в кайенском музее),
  - «Карл Великий» и «Св. Бенедикт»,
  - «Св. Августин» (в церкви Магдалины, в Париже),
  - статуя генерала Лекурба (в Лоис-ле-Сонье),
  - «Св. Людовик» (на Barrière du Trône, в Париже),
  - «Франциск I» (в Коньяке),
  - группа «Геркулес и Антей»,
  - статуя «Сусанны»,
- монумент Энгра в Монтобане с мастерским рельефом «Апофеоза Гомера»;
- портретные бюсты многих французских знаменитостей — Тьера, Луи-Блана, Одилона Барро, Прудона, Шатобриана, Эжена Делакруа, Ал. Дюма, Альфреда де Виньи, Кавеньяка и др.

### Живопись
- «Мучение св. Стефана», «Иосиф, рассказывающий свои сны братьям» (1844),
- «Поучающий Христос»,
- «Ромео и Джульетта»,
- «Бегство в Египет»,
- «Фауст и Маргарита»,

ряд сцен из жизни патриарха Иакова.

### Архитектура
Деятельность Этекса как архитектора ограничивалась сочинением проектов, например для здания парижской Новой Оперы (1861), купален в Булонском лесу и в Венсене (1863), церкви Семи Таинств (1864) и постройкой надгробных памятников.